# Leptopsylla aethiopica
Leptopsylla aethiopica är en loppart som först beskrevs av Rothschild 1908.  Leptopsylla aethiopica ingår i släktet Leptopsylla och familjen smågnagarloppor.

## Underarter
Arten delas in i följande underarter:
- L. a. aethiopica
- L. a. nakuruensis
- L. a. thalia